# Justicia nyassana
Justicia nyassana är en akantusväxtart som beskrevs av Gustav Lindau. Justicia nyassana ingår i släktet Justicia och familjen akantusväxter. Inga underarter finns listade i Catalogue of Life.